# Örebro HK 2011/2012
Säsongen 2011/2012 spelade Örebro HK i Hockeyallsvenskan, klubben avslutade säsongen på första plats och direktkvalificerades till kvalserieplats. Klubben avslutade kvalserien på en femte plats, eller näst sist. Peter Andersson var klubbens huvudtränare.

## Säsongen
Den 3 maj 2011 presenterade klubben Emil Kåberg som sitt tredje nyförvärv för säsongen. Tidigare hade backarna Jens Skålberg från TPS Åbo och Joel Johansson från Troja-Ljungby presenterats som nyförvärv inför säsongen. Inför säsongen bytte klubben även sina två målvakter Johan Svensson och Michal Zajkowski genom att först värva Nicklas Dahlberg från Modo och senare Andro Michel från Färjestad. Andro Michel var dock utlånad till Bofors större delen av säsongen 2010/2011. Örebro HK fick i maj även sin andra Peter Andersson i form av en back värvad från Borås. I juni presenterades Jared Aulin som ett nyförvärv närmast från Leksand. I början av juli presenterade Örebro HK kanadensaren Matt Keith som sitt sista nyförvärv inför säsongsstarten. Matt Keith kom närmast från Abbotsford Heat i American Hockey League (AHL). I september förstärkte klubben med ytterligare två spelare. Antti Hulkkonen, som inte fick förlängt med Leksand, presenterades den 7 september som ersättare för skadade Christoffer Norgren. Och den 13 september presenterades backen Dustin Kohn och kommer närmast från Bridgeport Sound Tigers i AHL. Dustin Kohn blev säsongen 2010/2011 invald i AHL:s All star team, som en av ligans bästa backar. Den 27 september fick Jon Palmebjörk lämna Örebro. Jon Palmebjörk skrev senare på ett treårskontrakt med IF Björklöven. Och i oktober 2011 lämnade Antti Hulkkonen Örebro för AaB Ishockey i danska ligan.
På grund av att klubbens ishall inte stod färdig inför premiären inledde Örebro serien med att spela fyra bortamatcher. Första omgången, vilken officiellt var omgång 12, spelades den 17 september 2011 mot Borås, och slutade med en 2-0-seger till Örebro. Omgång 4, som spelades onsdag den 28 oktober 2011, blev klubbens första match i den ombyggda ishallen och spelades mot Almtuna IS, där Örebro vann med 4-2.
Mellan den 14 oktober och 18 november 2011 hade Örebro inte förlorat en match. Detta möjliggjorde för Örebro HK att tangera Leksands rekord på fjorton raka vinster från säsongen 2007/08. Dock stannade det vid tolv raka vinster då Malmö vann omgång 22 den 18 november mot Örebro med 5-4. Malmö var även det lag som bröt Leksands segersvit den 30 november 2007.
Den 28 november avslöjade klubben att man gjort klart med Daniel Åhsberg för resten av säsongen, som ett lån från Växjö Lakers.
Den 3 december 2011, i omgång 27 i matchen mot Leksands IF, hade Jared Aulin chans att tangera Pär Arlbrandts poängrekord (21 matcher i rad) som han noterades för säsongen 2008/2009. Dock gick han poänglös från matchen som Örebro vann med 5-4.
Den 16 december, i matchen mellan Örebro HK och Rögle (5-2), testade Örebro som första lag i Europa en ny hjälm, framtagen av Easton, i syfte att undvika huvudskador och hjärnskakningar. I januari 2012 presenterade klubben Ville Nieminen som ett nyförvärv, samtidigt fick Henrik Björklund lämna truppen.
I samband med att transferfönstret stängdes den 31 januari 2012 presenterade Örebro Robin Sterner som ett lån från Färjestad, samt Magnus Hellberg från Frölunda. Sterner lånades till en början för två matcher. Magnus Hellberg lånades som namngiven målvakt, vilket gör att han under säsongen går fritt mellan Örebro och Frölunda. Båda lånen gjordes för att täcka upp mot skador på befintlig truppen.
Den 2 februari 2012 spelades sista matchen i omgång 43 mellan Almtuna IS och Örebro HK. En match som gick till förlängning och innebar att Örebro spelade sin första oavgjorda match för säsongen, med ett tidigare facit vid full tid på 30 segrar och 12 förluster.
Den 27 februari 2012 passerade Örebro HK 100 poäng (som första klubb för säsongen), samtidigt som man tillsammans med Leksands IF med två omgångar kvar av grundserien, säkrade spel i kvalserien 2012.
Den 2 mars 2012 spelade Örebro HK den sista matchen i grundserien, en match som förlorades hemma mot Västerås Hockey med 3-7. Tack vare att Leksand förlorade sin match mot Sundsvall säkrade Örebro seriesegern i Hockeyallsvenskan 2011/2012, och slutade på 102 poäng med en målskillnad på +41.
Kvalserien började för Örebro den 15 mars 2012 hemma mot Leksands IF, förlust med 2-3. Lagets första vinst i kvalserien kom i fjärde omgången hemma mot Djurgården, då man vann med 3-2 efter straffläggning. Vid denna tidpunkt var chanserna till avancemang till Elitserien minimala, och försvann helt i omgång fem efter förlust 2-3 borta mot BIK Karlskoga den 24 mars 2012. De negativa nyheterna slutade inte där: den 27 mars blev dessutom Conny Strömberg petad ur truppen av disciplinära skäl. Kvalserien slutade med att elitserieplatserna togs av Timrå IK och Rögle BK. Rögle säkrade sitt avancemang med en 4-1-vinst över Örebro i omgång nio. Rögle gjorde samma bedrift som Växjö gjorde säsongen 2010/2011, det vill säga säkra avancemang till Elitserien genom vinst över Örebro i Behrn Arena.

## Tabeller

### Serietabell
| Nr | Lag               | S  | V  | ÖV | ÖF | F  | GM  | IM  | MS  | P   |
| -- | ----------------- | -- | -- | -- | -- | -- | --- | --- | --- | --- |
| 1  | Örebro HK         | 52 | 32 | 2  | 2  | 16 | 173 | 132 | +41 | 102 |
| 2  | Leksands IF       | 52 | 27 | 7  | 5  | 13 | 152 | 101 | +51 | 100 |
| 3  | BIK Karlskoga     | 52 | 30 | 4  | 1  | 17 | 149 | 120 | +29 | 99  |
| 4  | VIK Västerås      | 52 | 29 | 1  | 6  | 16 | 157 | 116 | +41 | 95  |
| 5  | Rögle BK          | 52 | 21 | 7  | 8  | 16 | 171 | 150 | +21 | 85  |
| 6  | IK Oskarshamn     | 52 | 23 | 4  | 5  | 20 | 146 | 145 | +1  | 82  |
| 7  | Malmö Redhawks    | 52 | 22 | 6  | 3  | 21 | 139 | 140 | −1  | 81  |
| 8  | Mora IK           | 52 | 22 | 5  | 4  | 21 | 168 | 144 | +24 | 80  |
| 9  | Södertälje SK (N) | 52 | 22 | 2  | 6  | 22 | 110 | 120 | −10 | 76  |
| 10 | IF Troja/Ljungby  | 52 | 19 | 4  | 4  | 25 | 134 | 154 | −20 | 69  |
| 11 | Almtuna IS        | 52 | 16 | 5  | 6  | 25 | 119 | 143 | −24 | 64  |
| 12 | Tingsryds AIF     | 52 | 15 | 4  | 5  | 28 | 110 | 151 | −41 | 58  |
| 13 | Borås HC          | 52 | 13 | 4  | 4  | 31 | 114 | 167 | −53 | 51  |
| 14 | IF Sundsvall      | 52 | 11 | 7  | 3  | 31 | 123 | 182 | −59 | 50  |

### Kvalserien
| Nr | Lag                 | S  | V | ÖV | ÖF | F | GM | IM | MS | P  |
| -- | ------------------- | -- | - | -- | -- | - | -- | -- | -- | -- |
| 1  | Timrå IK            | 10 | 5 | 3  | 1  | 1 | 29 | 20 | +9 | 22 |
| 2  | Rögle BK            | 10 | 6 | 0  | 1  | 3 | 31 | 23 | +8 | 19 |
| 3  | Djurgårdens IF      | 10 | 4 | 1  | 1  | 4 | 24 | 21 | +3 | 15 |
| 4  | Leksands IF         | 10 | 3 | 1  | 1  | 5 | 20 | 26 | −6 | 12 |
| 5  | Örebro HK           | 10 | 3 | 1  | 0  | 6 | 22 | 27 | −5 | 11 |
| 6  | Bofors IK Karlskoga | 10 | 2 | 1  | 3  | 4 | 18 | 27 | −9 | 11 |

## Truppen
Uppdaterad den 6 januari, 2012.

| Nr | Nat      | Spelare             | Pos  | S/H | Ålder | Värvad    | Födelseort                               |
| -- | -------- | ------------------- | ---- | --- | ----- | --------- | ---------------------------------------- |
| 47 | Sverige  | Johan Adolfsson     | LW   | L   | 38    | 2009      | Örebro, Närke                            |
| 61 | Sverige  | Peter Andersson     | B    | L   | 33    | Lån (VC)  | Kvidinge, Skåne                          |
| 18 | Kanada   | Jared Aulin         | C    | R   | 42    | 2011      | Calgary, Alberta, Kanada                 |
| 1  | Sverige  | Nicklas Dahlberg    | M    | L   | 39    | 2011      | Danderyd, Stockholms län                 |
| 26 | Sverige  | Pär Edblom          | RW/C | L   | 40    | 2010      | Örnsköldsvik, Ångermanland               |
| 11 | Sverige  | Thomas Enström      | C/RW | R   | 35    | 2010      | Örnsköldsvik, Ångermanland               |
| 33 | Sverige  | Martin Filander (A) | B    | L   | 43    | 2008      | Åkers Styckebruk, Södermanland           |
| 34 | Sverige  | Andreas Frisk       | B    | L   | 41    | 2009      | Solna, Stockholms län                    |
| 10 | Sverige  | Jonas Karlsson      | RW/C | L   | 39    | 2007      | Kil, Värmland                            |
| 19 | Kanada   | Matt Keith          | C    | R   | 41    | 2011      | Edmonton, Alberta, Kanada                |
| 17 | Kanada   | Dustin Kohn         | B    | L   | 38    | 2011      | Edmonton, Alberta, Kanada                |
| 27 | Sverige  | Emil Kåberg         | RW   | L   | 47    | 2011      | Viby, Närke                              |
| 15 | Sverige  | Henrik Löwdahl (C)  | C    | L   | 43    | 1998      | Örebro, Närke                            |
| 35 | Sverige  | Andro Michel        | M    | L   | 34    | 2011      | Göteborg, Västergötland/Bohuslän         |
| 32 | Finland  | Ville Nieminen      | LW   | L   | 47    | 2012      | Tammerfors, Västra Finlands län, Finland |
| 29 | Sverige  | Christoffer Norgren | B    | L   | 50    | 2010      | Nordmaling, Ångermanland                 |
| 5  | Sverige  | Robin Olsson        | B    | L   | 35    | 2010      | Luleå, Norrbotten                        |
| 40 | Sverige  | Jens Skålberg       | B    | L   | 39    | 2011      | Munkfors, Värmland                       |
| 24 | Sverige  | Conny Strömberg     | LW   | L   | 49    | 2009      | Örnsköldsvik, Ångermanland               |
| 8  | Sverige  | Stefan Warg         | B    | R   | 35    | 2010      | Stockholm, Stockholms län                |
| 20 | Sverige  | Marcus Weinstock    | RW/C | L   | 41    | 2010      | Varberg, Hallands län                    |
| 16 | Sverige  | Peter Wennerström   | RW   | R   | 36    | Lån (FBK) | Munkfors, Värmland                       |
| 56 | Sverige  | Johan Wiklander     | RW   | L   | 38    | 2010      | Hägersten, Stockholms län                |
| 12 | Sverige  | Daniel Åhsberg      | LW   | L   | 39    | 2011      | Göteborg, Västergötland/Bohuslän         |